# IFK Mariehamn

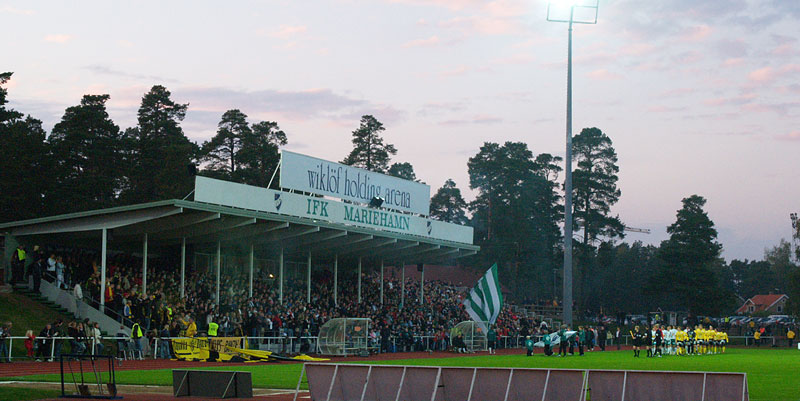
Wiklof Holding Arena

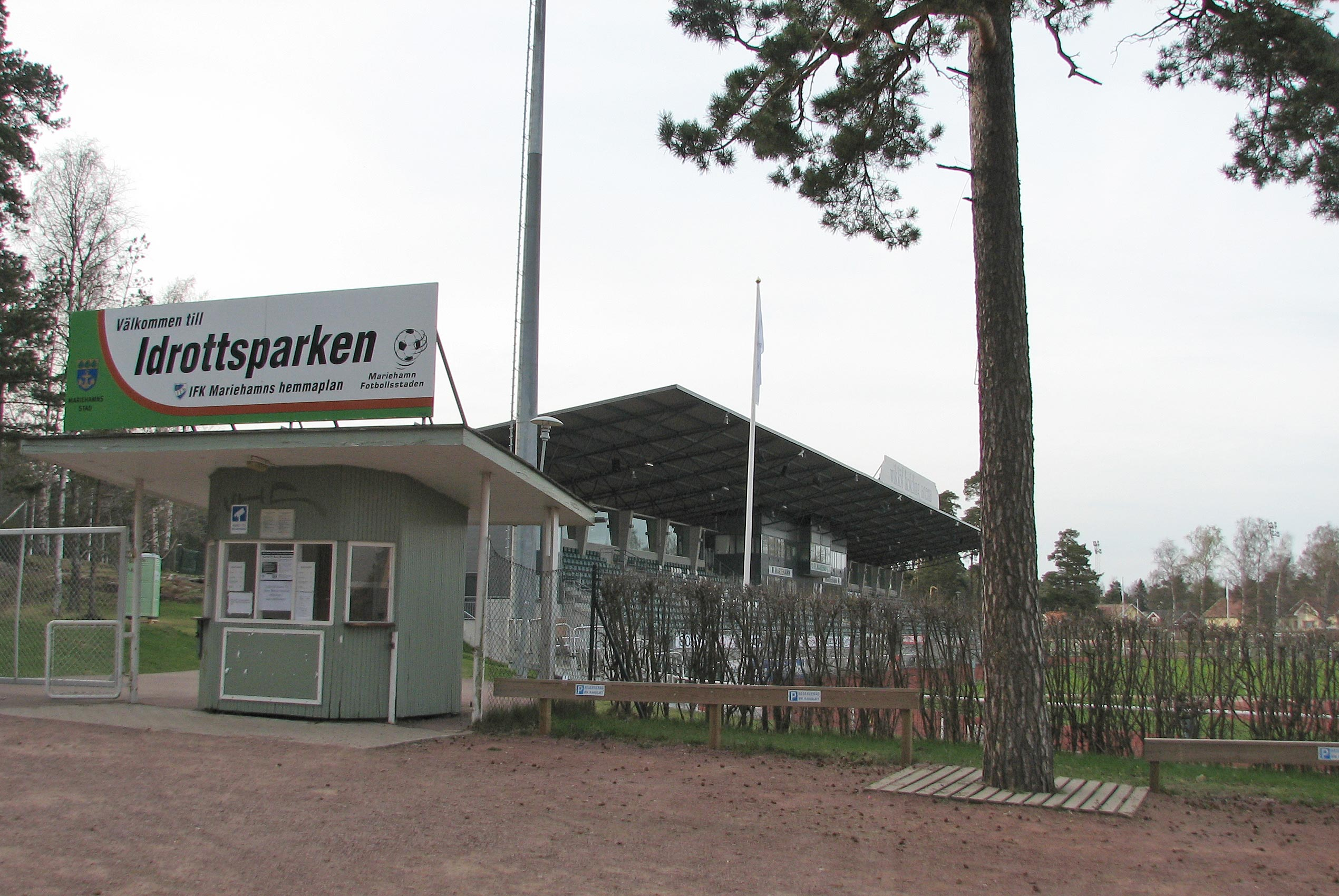
Wiklöf Holding Arena

El Idrottsföreningen Kamraterna Mariehamn (traducido como "Asociación Deportiva Camaradas de Mariehamn") es un club de fútbol finés de la ciudad de Mariehamn. Fue fundado en 1919 y juega en la Veikkausliiga.

## Historia
Fue fundado en el año 1919 en la ciudad de Mariehamn, aunque su sección de fútbol la crearon hasta la década de los años 1930 e inicialmente participaba en los torneos locales de Åland, y a veces jugaban ante otros equipos de Finlandia y en raras ocasiones con equipos de Suecia. Se integró a los torneos de fútbol de Finlandia en 1945, aunque fue hasta 2005 que lograron ascender a la Veikkausliiga.
En el año 2009 se convirtieron en un equipo profesional, y es a partir de entonces cuando empieza a cosechar sus mejores resultados. En 2015 gana su primera Copa de Finlandia, y al año siguiente se alza con su primer título liguero de la Veikkausliiga.

## Datos del club
- Temporadas en 1ª: 8
- Temporadas en 2ª: 1
- Temporadas en 3ª: 10

## Palmarés
- Veikkausliiga (1): 2016.
- Copa de Finlandia (1): 2015.
- Liga de Åland (42):

1943, 1944, 1947, 1953, 1956, 1957, 1958, 1959, 1960, 1961, 1976, 1977, 1979, 1980, 1981, 1982, 1983, 1984, 1985, 1986, 1987, 1988, 1989, 1992, 1995, 1996, 1997, 1998, 1999, 2000, 2001, 2002, 2003, 2004, 2005, 2006, 2007, 2008, 2009, 2010, 2011, 2012.
- Copa de Åland (44):

1943, 1944, 1946, 1947, 1949, 1951, 1952, 1956, 1957, 1958, 1959, 1964, 1968, 1970, 1972, 1974, 1975, 1976, 1977, 1978, 1980, 1981, 1982, 1984, 1985, 1988, 1989, 1994, 1995, 1996, 1997, 1998, 1999, 2000, 2001, 2002, 2003, 2004, 2005, 2006, 2007, 2008, 2009, 2012.

## Participación en competiciones de la UEFA

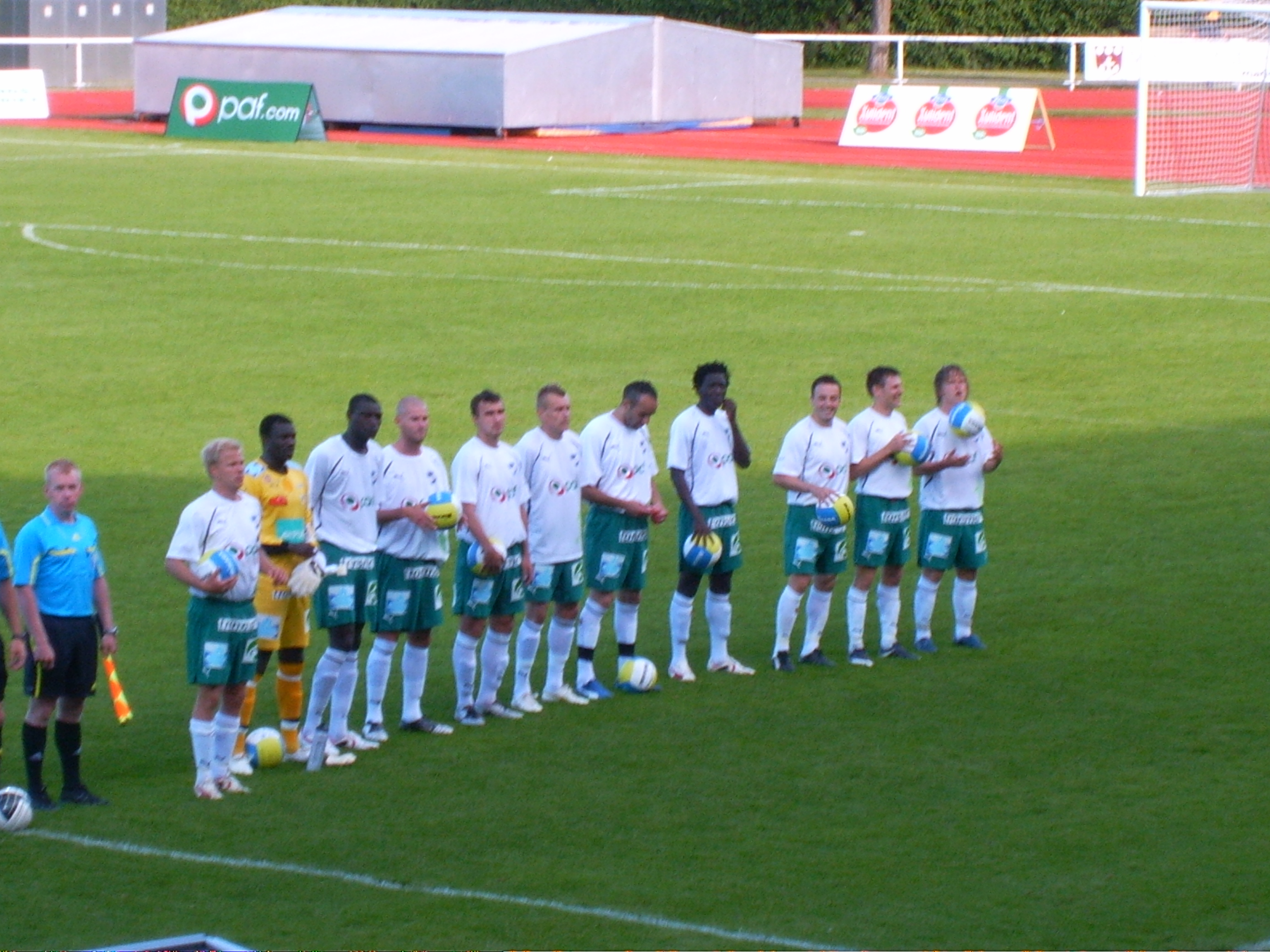
Equipo de la Temporada 2010.

| Temporada | Torneo                | Ronda            | Club           | Casa | Visita | Global |
| --------- | --------------------- | ---------------- | -------------- | ---- | ------ | ------ |
| 2013–14   | UEFA Europa League    | Clasificatoria 1 | Inter Baku     | 0–2  | 1–1    | 1–3    |
| 2016-17   | UEFA Europa League    | Clasificatoria 1 | Odds BK        | 0–1  | 1–2    | 1–3    |
| 2017-18   | UEFA Champions League | Clasificatoria 2 | Legia Varsovia | 0-3  | 0-6    | 0-9    |

## Jugadores

### Jugadores destacados
- Paulus Arajuuri, actualmente en el  Kalmar FF y regularmente convocado a Selección sub-21
- Anders Eriksson, jugó en el  Östers IF y para Finlandia
- Petteri Forsell, actualmente en el  Bursaspor y miembro regular de Finlandia
- Mikael Granskog, jugó en el  IFK Norrköping y para Finlandia
- Urmas Kaljend, defensa con 20 apariciones en su carrera para Estonia
- Lembit Rajala, delantero que jugó 93 partidos en el club, anotando 66 goles.
- Daniel Sjölund, actualmente en el  Åtvidaberg, y jugó para el  West Ham United y para el  Liverpool, y miembro regular de Finlandia
- Brian Span, disputó 119 partidos, alzando 2 títulos con el club, ofreciendo 15 goles y 15 asistencias.

### Altas y bajas 2023-24 (verano)
Altas 
| Jugador | Nacionalidad | Posición | Procedencia  | Tipo | Precio |
| ------- | ------------ | -------- | ------------ | ---- | ------ |
|         | Bandera de ? |          | Bandera de ? |      |        |

Bajas 
| Jugador | Nacionalidad | Posición | Destino      | Tipo | Precio |
| ------- | ------------ | -------- | ------------ | ---- | ------ |
|         | Bandera de ? |          | Bandera de ? |      |        |